# Dejan Sorgić
 (août 2025).
Dejan Sorgić, Дејан Соргић en cyrillique serbe, né le 15 septembre 1989 à Knin (Yougoslavie à l'époque, maintenant Croatie), est un footballeur serbe évoluant au poste d'avant-centre au FC Sion.
Il est surnommé Deki.

## Biographie
Entre 2007 et 2013, il joue pour le FC Lucerne.
En 2013, il rejoint le FC Schaffhouse où il restera une saison.
Ensuite il signe au SC Kriens, il reste deux ans.
Entre 2016 et 2019, il passe trois saisons au FC Thoune, lors lesquelles il se classe 4e meilleur buteur de Super League suisse en 2016-2017 et 3e en 2018-2019, en inscrivant à chaque fois quinze buts.
Le 24 juillet 2019, il rejoint le club français de l'AJ Auxerre, en Ligue 2, en y signant un contrat de trois ans. Il quitte le club après seulement une saison, il retourne en Suisse au FC Lucerne,.
Il retourne, en juin 2020 au FC Lucerne où il reste trois ans, il gagne la Coupe de Suisse en 2021. Il n'a pas reçu une offre pour une prolongation de contrat.
Il a signé son contrat en juin 2023 au FC Sion pour une saison.

## Palmarès

### En club
- Vice-champion de Suisse (Super League) en 2012 avec le FC Lucerne
- Vice-champion de Suisse de D3 (Promotion League) en 2016 avec le SC Kriens
- Finaliste de la Coupe de Suisse en 2019 avec le FC Thoune
- Vainqueur de la Coupe de Suisse en 2021 avec le FC Lucerne

### Distinctions personnelles
- Quatrième meilleur buteur du championnat de Suisse (Super League) en 2017 avec le FC Thoune avec 15 buts inscrits.
- Troisième meilleur buteur du championnat de Suisse (Super League) en 2019 avec le FC Thoune avec 15 buts inscrits.

## Statistiques
| Saison                | Club                  | Championnat           | Championnat | Championnat | Coupe nationale | Coupe nationale | Coupe de la Ligue | Coupe de la Ligue | Total | Total |
| Saison                | Club                  | Division              | M.          | B.          | M.              | B.              | M.                | B.                | M.    | B.    |
| 2007-2008             | FC Lucerne            | Super League          | 2           | 0           | 0               | 0               | -                 | -                 | 2     | 0     |
| 2008-2009             | FC Lucerne            | Super League          | 0           | 0           | 0               | 0               | -                 | -                 | 0     | 0     |
| 2009-2010             | FC Lucerne            | Super League          | 1           | 0           | 0               | 0               | -                 | -                 | 1     | 0     |
| 2010-2011             | FC Lucerne            | Super League          | 5           | 0           | 1               | 1               | -                 | -                 | 6     | 1     |
| 2011-2012             | FC Lucerne            | Super League          | 1           | 0           | 1               | 0               | -                 | -                 | 2     | 0     |
| 2012-2013             | FC Lucerne            | Super League          | 2           | 0           | 0               | 0               | -                 | -                 | 2     | 0     |
| Sous-total            | Sous-total            | Sous-total            | 12          | 0           | 2               | 1               | -                 | -                 | 14    | 1     |
| 2013-2014             | FC Schaffhouse        | Challenge League      | 17          | 2           | 1               | 0               | -                 | -                 | 18    | 2     |
| Sous-total            | Sous-total            | Sous-total            | 17          | 2           | 1               | 0               | -                 | -                 | 18    | 2     |
| 2014-2015             | SC Kriens             | 1. Liga               | 23          | 9           | 2               | 1               | -                 | -                 | 25    | 10    |
| 2015-2016             | SC Kriens             | Promotion League      | 23          | 8           | 1               | 1               | -                 | -                 | 24    | 9     |
| Sous-total            | Sous-total            | Sous-total            | 46          | 17          | 3               | 2               | -                 | -                 | 49    | 19    |
| 2016-2017             | FC Thoune             | Super League          | 32          | 15          | 1               | 0               | -                 | -                 | 33    | 15    |
| 2017-2018             | FC Thoune             | Super League          | 28          | 7           | 3               | 1               | -                 | -                 | 31    | 8     |
| 2018-2019             | FC Thoune             | Super League          | 33          | 15          | 5               | 3               | -                 | -                 | 38    | 18    |
| 2019-2020             | FC Thoune             | Super League          | 1           | 1           | -               | -               | -                 | -                 | 1     | 1     |
| Sous-total            | Sous-total            | Sous-total            | 94          | 38          | 9               | 4               | -                 | -                 | 103   | 42    |
| 2019-2020             | AJ Auxerre            | Ligue 2               | 16          | 2           | 2               | 1               | 1                 | 0                 | 19    | 3     |
| Sous-total            | Sous-total            | Sous-total            | 16          | 2           | 2               | 1               | 1                 | 0                 | 19    | 3     |
| Total sur la carrière | Total sur la carrière | Total sur la carrière | 185         | 59          | 17              | 8               | 1                 | 0                 | 203   | 67    |